# Museo de Sitio de Tizatlán
El Museo de Sitio de Tizatlán cuenta con un acervo de piezas arqueológicas encontradas en 1930 en la zona arqueológica del mismo nombre de la cultura tlaxcalteca.

## Edificio
El inmueble del edificio es conocido como "El Campamento", pues fungió como tal durante las exploraciones arqueológicas al basamento "Los Altares", realizadas en el sitio hacia 1930.
El museo fue abierto al público en octubre de 1998, durante la conmemoración de la fundación de la ciudad de Tlaxcala (cabecera del municipio al que pertenece Tizatlán), y fue enriquecido con los objetos arqueológicos del Museo Regional de Tlaxcala en el 2010.
El conjunto arquitectónico integra elementos de manufactura prehispánica y colonial temprana constituidos por la así llamada "Gran Plataforma"; el área de basamentos y altares policromados; y la Capilla Abierta del Siglo XVI del templo católico de Tizatlán. Cabe notar que el recinto constaba de tres pequeños cuartos construidos con tecnología y materiales de la región, como el xalnene y el techo de bovedilla.

## Salas de exhibición
La propuesta de exhibición del museo consta de una vitrina que custodia ocho piezas arqueológicas de barro; medios gráficos que documentan los hallazgos arqueológicas en Tizatlán y sus principales investigadores; y por último un acercamiento etnohistórico a los  “altares de policromos” mediante la identificación de los símbolos y de una lectura integral del hallazgo. Entre los objetos que pueden verse se encuentran figurillas de Tláloc de uso ritual, planos del basamento, y reproducciones de los murales y altares del Palacio de Xicohténcatl el "Huehue" (viejo).